# Турнір пам'яті Валерія Лобановського 2016
Турнір пам'яті Валерія Лобановського 2016 — тринадцятий офіційний турнір пам'яті Валерія Лобановського, що проходив у Києві з 31 травня по 2 червня 2016 року. У турнірі взяли участь чотири молодіжні збірні віком до 21 року.

## Учасники
У турнірі брали участь чотири збірні:
- Україна (U-21) (господарі)
- Ізраїль (U-21)
- Сербія (U-21)
- Австрія (U-21)

## Стадіони
| Київ             | Київ                | Київ                          |
| ---------------- | ------------------- | ----------------------------- |
| «Оболонь-Арена»  | «НТК ім. Баннікова» | «Динамо» ім. В. Лобановського |
| Місткість: 5 100 | Місткість: 1 678    | Місткість: 16 873             |
|                  |                     |                               |

## Регламент
Кожна з команд стартує з півфіналу, переможці яких виходили до фіналу, а збірні, що програли, грають матч за 3-тє місце.

## Матчі

### Півфінали
| 31 травня 2016 15:00 |

| Сербія (U-21)                                            | 3:1      | Австрія (U-21)     |
| -------------------------------------------------------- | -------- | ------------------ |
| Никола Мараш 54' Мият Гачинович 82' Огнен Ожегович 90+2' | Протокол | Андреас Грубер 45' |

| «НТК ім. Баннікова», Київ |

Сербія: Радунович — Гаїч, Йованович (Антич, 46), Б'єлиця (Мараш, 46), Мелег (Дамьянович, 61), Джурджевич (к) (Ожегович, 72), Гачинович, Чаврич (Йович, 83), Филипович, Лукич, Ристич (Плавшич, 72)
Австрія: Бахманн — Гугганіг, Ягер, Видра (к), Шауб, Грегоріч, Саллахі, Грубер (Фрізенбіхлер , 56), Штек, Доведан (Шойсенгейр, 80), Гартнер (Міхорль, 72)
Попередження: Йованович, Б'єлиця, Гачинович, Джурджевич, Гаїч, Мараш, Дамьянович, Ожегович — Видра, Саллахі, Ягер, Доведан, Бахманн, Шойсенгейр
| 31 травня 2016 18:00 |

| Україна (U-21)       | 1:1      | Ізраїль (U-21)   |
| -------------------- | -------- | ---------------- |
| Бека Вачіберадзе 70' | Протокол | Шовал Гозлан 52' |

| "Оболонь-Арена", Київ Арбітр: Микола Балакін (Україна) |

|  |     | Пенальті |
|  | 4:5 |          |

Україна: Підківка — Яремчук (Арендарук, 64), Швед (Борячук, 64), Соболь (Лучкевич, 46), Мірошниченко (Данченко, 85), Вачіберадзе, Чачуа (Зубков, 46), Качараба, Матвієнко, Сваток (к), Лук'янчук
Ізраїль: Елкасласі — Голдберг (Балілті, 85), Хабаші, Абаїд (Константіні, 85), Даніно (к), Охана (Плакущенко, 62), Гозлан (Хатіб, 62), Сагас, Келтьєнс (Перец, 46; Давідов, 90+2), Сафурі (Давід, 62), Хугі (Ейнбром, 46)
Попередження: Лук'янчук, Мірошниченко — Голдберг, Балілті

### Матч за 3-тє місце
| 2 червня 2016 18:00 |

| Україна (U-21)    | 1:1      | Австрія (U-21)         |
| ----------------- | -------- | ---------------------- |
| Олег Данченко 45' | Протокол | Кевін Фрізенбіхлер 89' |

| «Динамо» ім. В. Лобановського, Київ Арбітр: Сергій Бойко (Україна) |

|  |     | Пенальті |
|  | 5:3 |          |

Україна: Роман Підківка — Павло Лук'янчук, Олександр Сваток (к), Микола Матвієнко, Тарас Качараба, Олег Данченко, Бека Вачіберадзе, Мар'ян Швед, Роман Яремчук, Артем Беседін, Валерій Лучкевич
Австрія: Маркус Кюстер — Крістіан Шойсенгейр, Лукас Ягер, Домінік Видра (к), Луїс Шауб, Мікаель Грегоріч, Давід Штек, Нікола Доведан, Домінік Баумгартнер, Мартін Раснер, Крістіан Гартнер

### Фінал
| 2 червня 2016 15:00 |

| Сербія (U-21)                          | 2:3      | Ізраїль (U-21)                                       |
| -------------------------------------- | -------- | ---------------------------------------------------- |
| Михайло Ристич 30' Урош Джюрджевич 68' | Протокол | Максим Плакущенко 32' Міхаель Охана 55' Дор Хугі 79' |

| «НТК ім. Баннікова», Київ Арбітр: Євген Арановський |

Сербія: Радунович — Гаїч (Йович, 83), Антич, Ожегович (Голубович, 64), Джурджевич (к), Гачинович (Плавшич, 64), Чаврич, Филипович, Мараш, Лукич, Ристич (Дамьянович, 64)
Ізраїль: Кріштул — Голдберг (Балілті, 46), Хабаші (Константіні, 90), Абаїд, Даніно (к), Плакущенко (Перец, 65), Охана (Давідов, 74), Гозлан (Давід, 65), Ейнбром (Хозез, 46), Сагас, Сафурі (Хугі, 74)
Попередження: Антіч, Гачіновіч — Голдберг, Даніно, Сафурі, Сагас, Перец, Хугі, Абаїд
Вилучення: Хугі (90+2, друге попередження)

## Переможець
| Володар Кубка Лобановського |
| --------------------------- |
| Ізраїль (U-21) 3-ій титул   |

## Склади

### Україна
Воротарі: Роман Підківка (Карпати), Назарій Федорівський (Оболонь-Бровар);
Захисники: Павло Лук'янчук, Богдан Михайліченко (обидва — Динамо), Олександр Сваток (Дніпро), Денис Мірошніченко (Карпати), Тарас Качараба, Микола Матвієнко (обидва — Шахтар), Ігор Харатін (Металіст);
Півзахисники: Бека Вачіберадзе (Реал Бетіс), Віктор Циганков (Динамо), Валерій Лучкевич (Дніпро), Олег Данченко, Владислав Кабєв (обидва — Чорноморець), Мар'ян Швед (Севілья);
Форварди: Хльобас (Ворскла), Роман Яремчук, Артем Бєсєдін (обидва — Динамо), Денис Арендарук, Андрій Борячук, Олександр Зубков (всі — Шахтар), Олексій Гуцуляк (Карпати).